# Anubias gilletii
Anubias gilletii är en kallaväxtart som beskrevs av De Wildeman och Théophile Alexis Durand. Anubias gilletii ingår i släktet Anubias och familjen kallaväxter. IUCN kategoriserar arten globalt som livskraftig. Inga underarter finns listade.